# Amanulá Cã
Amanulá Cã (Paghman, 1 de junho de 1892 – Zurique, 25 de abril de 1960) foi o monarca do Afeganistão de 1919 a 1929, primeiro como emir e depois de 1926 como xá. Seu reinado, durante o qual o Afeganistão obteve a independência do Reino Unido sobre seus negócios exteriores, foi marcado por mudanças sociais e políticas dramáticas.

## Juventude e ascensão ao poder
Amanulá Cã era o terceiro filho do emir Habibulá Cã. Quando ajudou a assassinar seu pai em 20 de fevereiro de 1919, Amanullah já estava devidamente instalado como governador da província de Cabul, e estava em controle do exército e das finanças do país. Rapidamente ele tomou o poder, aprisionou todos os parentes que pudessem ter direito ao trono, e conquistou a aliança dos principais líderes tribais.
A Rússia havia acabado de passar pela sua revolução comunista, o que levou à deterioração das relações entre o país e o Reino Unido. Amanulá Cã reconheceu a oportunidade para utilizar-se da situação de modo a conquistar a independência do Afeganistão sobre seus assuntos externos; liderou um ataque surpresa contra os britânicos na Índia, em 3 de maio de 1919, iniciando a Terceira Guerra Anglo-Afegã. Após alguns sucessos iniciais, a guerra logo atingiu um impasse, já que os britânicos ainda lidavam com os custos da Primeira Guerra Mundial. Um armistício foi assinado em 1921, e o Afeganistão pode tornar-se uma nação independente.

## Reinado
Amanullah gozava de bastante popularidade dentro do Afeganistão, e usou esta sua influência para modernizar o país. Criou novas escolas cosmopolitas, para ambos os sexos, na região, e rompeu com tradições seculares, como os códigos de vestimenta para as mulheres. Aumentou o comércio com a Europa e a Ásia, e promulgou uma constituição modernizadora, que incorporava os direitos iguais e liberdades individuais, sob a orientação de seu sogro e primeiro-ministro, Mahmud Tarzi. Sua esposa, a rainha Soraya Tarzi, nascida em Ankara a 22 de Agosto de 1899, teve um papel significativo na sua política em relação às mulheres. Esta modernização rápida, no entanto, criou um movimento de reação, seguido por uma série de revoltas conservadoras conhecidas como a "Rebelião de Khost", suprimida com violência em 1924. Amanullah também se encontrou com diversos integrantes da fé Bahá'í, na Índia e na Europa, de onde trouxe livros sobre o assunto que até hoje podem ser encontrados na Biblioteca de Cabul. Esta associação serviu posteriormente como uma das acusações que lhe foram feitas ao ser deposto.
Na época, a política externa afegã estava preocupada primariamente com a rivalidade entre a União Soviética e o Reino Unido. Cada um tentava conquistar os favores do Afeganistão, e atrapalhar as tentativas da outra potência de conquistar influência na região. O efeito deste jogo de poder foi inconsistente, porém no geral era favorável aos afegãos; Amanullah pôde até mesmo fundar uma Força Aérea Afegã, que consistia de aviões soviéticos que lhe foram doados.

## Declínio e morte

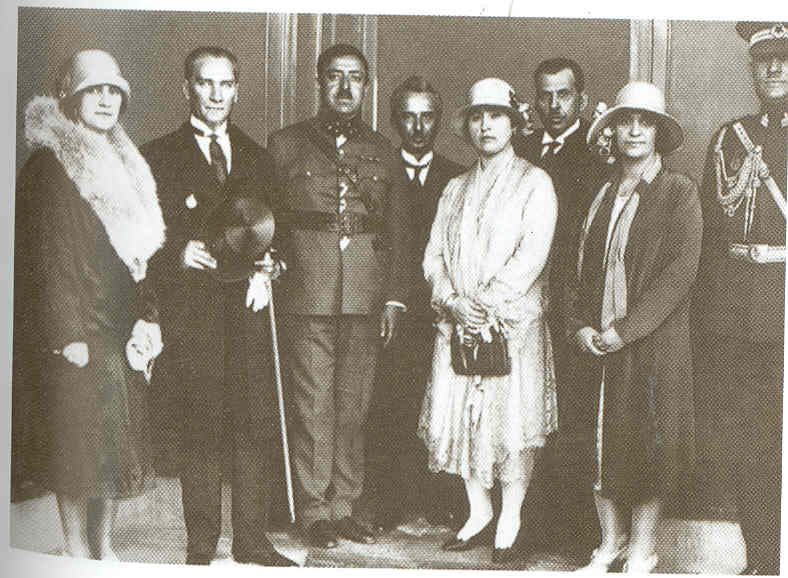
Amanulá Cã, o âmbito da digressão Europeia com Mustafa Kemal Ataturk, em Ancara, (1928)

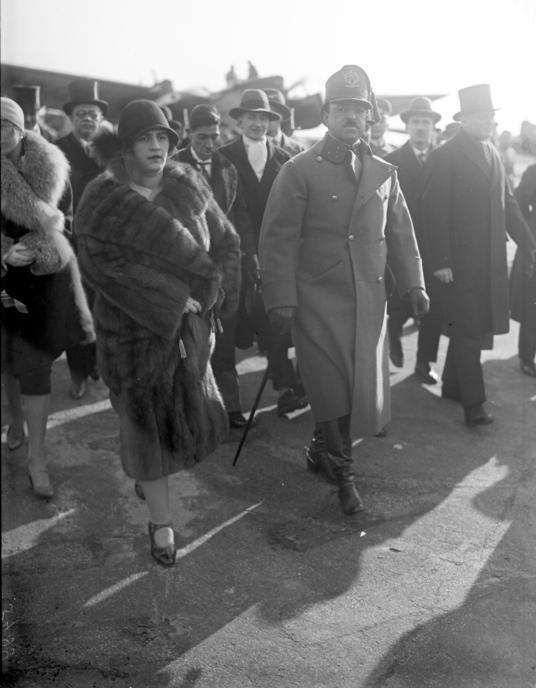
Amanullah e sua esposa em Berlim, em 1928

Depois da viagem de Amanullah e sua esposa à Europa, no fim de 1927, a oposição ao seu governo aumentou. Uma revolta em Jalalabade culminou com uma marcha rumo à capital, Cabul, e a maior parte do exército optou por desertar, no lugar de resistir aos manifestantes. Com apoio popular, Habibullah Kalakani tornou-se rei do Afeganistão; no entanto, seu reinado foi curto e ele logo foi substituído por Maomé Nadir Cã. No início de 1929 Amanullah abdicou oficialmente, e exilou-se temporariamente na Índia. Amanulá Cã tentou retornar ao Afeganistão mais tarde, sem encontrar, no entanto, apoio popular. Da Índia o ex-monarca viajou novamente para a Europa, estabelecendo-se primeiro na Itália, e depois na Suíça; enquanto isso, Nadir Cã tornou o seu retorno ao Afeganistão impossível, iniciando uma guerra de propaganda que visava sujar seu nome, acusando-o de cafir ("infiel") por suas políticas pró-Ocidente.
Amanulá Cã morreu em Zurique, em 1960. Poucas das suas reformas continuaram em vigor depois de sua queda do poder.